# Du côté des Bordes
Du côté des Bordes est un roman d'Henri Vincenot publié en 1998.

## Résumé
En avril 1940 dans l'Auxois, François, réformé, est domestique de culture chez Ernest chez qui des SS s'installent. Il apprend la mort de son frère Pierre. Les SS donnent deux prisonniers français à Ernest qui tue un Allemand en secret. Son fils, Jean, écrit qu'il est prisonnier. Un mendiant dit avoir tué le SS d'Ernest et est fusillé. Ernest commerce avec les SS. François demande Sidonie, fille d'Ernest, en mariage mais elle refuse. Ensuite, elle l'évite. Il vend du bois du propriétaire des terres à un Dijonnais. Un prisonnier se plaint de la nourriture et repart en prison. Jean revient. François fait venir Marie, veuve de Pierre, à la ferme. Début 1941 les SS partent. François prévoit d'épouser Marie.